# آهن سر (لاريجان السفلي)
آهن سر (بالفارسية: آهن‌سر) هي قرية تقع في إيران في قسم لاریجان السفلی الريفي. يقدر عدد سكانها بـ 80 نسمة .